# Караголь (озеро, Ялта)
Караго́ль — озеро в Крыму на горе Могаби в Ялтинском горно-лесном природном заповеднике.

## Происхождение названия
«Караголь» переводится с крымскотатарского языка как «чёрное озеро». Название дано по цвету воды, связанному с большой глубиной.

## География
Озеро Караголь располагается в 14 км к юго-западу от Ялты, у горы Могаби (высота: 804 м; озеро находится на ~220 метров ниже), рядом с Бахчисарайским шоссе, возле села Высокогорное.
Неподалёку находятся водопад Учан-Су и Ялтинское городское кладбище.

## Характеристики
Озеро Караголь образовалось благодаря огромной трещине в известняке: в неё пробились холодные источники и наполнили трещину до краёв. Температура воды круглогодично держится в пределах 8-11 градусов.
Диаметр озера Караголь составляет 35 м.
Посещение озера — свободное.

## Интересные факты
- Существует озеро-«тёзка»: так же официально именуется озерцо в крымском Большом каньоне (Бахчисарайский район), его также называют «Ванна Молодости» (озеро Кара-Голь).
- Посещение озера включается во многие туристические маршруты.